# Wanda Melcer
Wanda Zofia Melcer primo voto Rutkowska, secundo voto Sztekkerowa (ur. 31 marca 1896 w Helsinkach, zm. 4 kwietnia 1972 w Warszawie) – polska powieściopisarka, poetka, publicystka, inicjatorka powołania Towarzystwa Reformy Obyczajów, działaczka na rzecz kampanii świadomego macierzyństwa oraz członkini Armii Krajowej.

## Życiorys
Urodziła się 31 marca w 1896 roku w Helsinkach, w rodzinie kompozytora Henryka Melcera-Szczawińskiego i Heleny Szczawińskiej ze Szczawina Małego h. Prawdzic. W 1912 zadebiutowała jako poetka w miesięczniku Sfinks. Ukończyła studia filozoficzne na Uniwersytecie Warszawskim i Akademię Sztuk Pięknych w Warszawie. Po wydaniu dwóch tomików wierszy zajęła się wyłącznie pisaniem powieści oraz reportaży. 
W 1924 roku wydała powieść Miasto zwierząt. W latach 1927–1939 była współpracowniczką warszawskiego tygodnika Wiadomości Literackie. Od 1927 roku uczestniczyła w różnych akcjach społecznych, związanych przede wszystkim ze świadomym macierzyństwem – kampanią rozpoczętą w Polsce właśnie w latach 20. W dwudziestoleciu międzywojennym jej utwory były rozpoznawalne i chętnie czytane.
Podczas okupacji była żołnierzem Armii Krajowej, w latach 1943–44 współpracowała z pismem „Głos Demokracji”.
Po wojnie wstąpiła do PZPR, działała w Lidze Kobiet oraz w Towarzystwie Świadomego Macierzyństwa.
Dwukrotnie zamężna. W latach 1919–1927 była żoną artysty malarza Szczęsnego Rutkowskiego, później wyszła za zapaśnika Teodora Sztekkera, z którym miała bliźnięta – Elżbietę (1932–1986) i Eryka (1932–2002).
Zmarła 4 kwietnia 1972 w Warszawie, pochowana we wspólnym grobie z mężem na cmentarzu Wojskowym na Powązkach (kwatera B17-1-20).

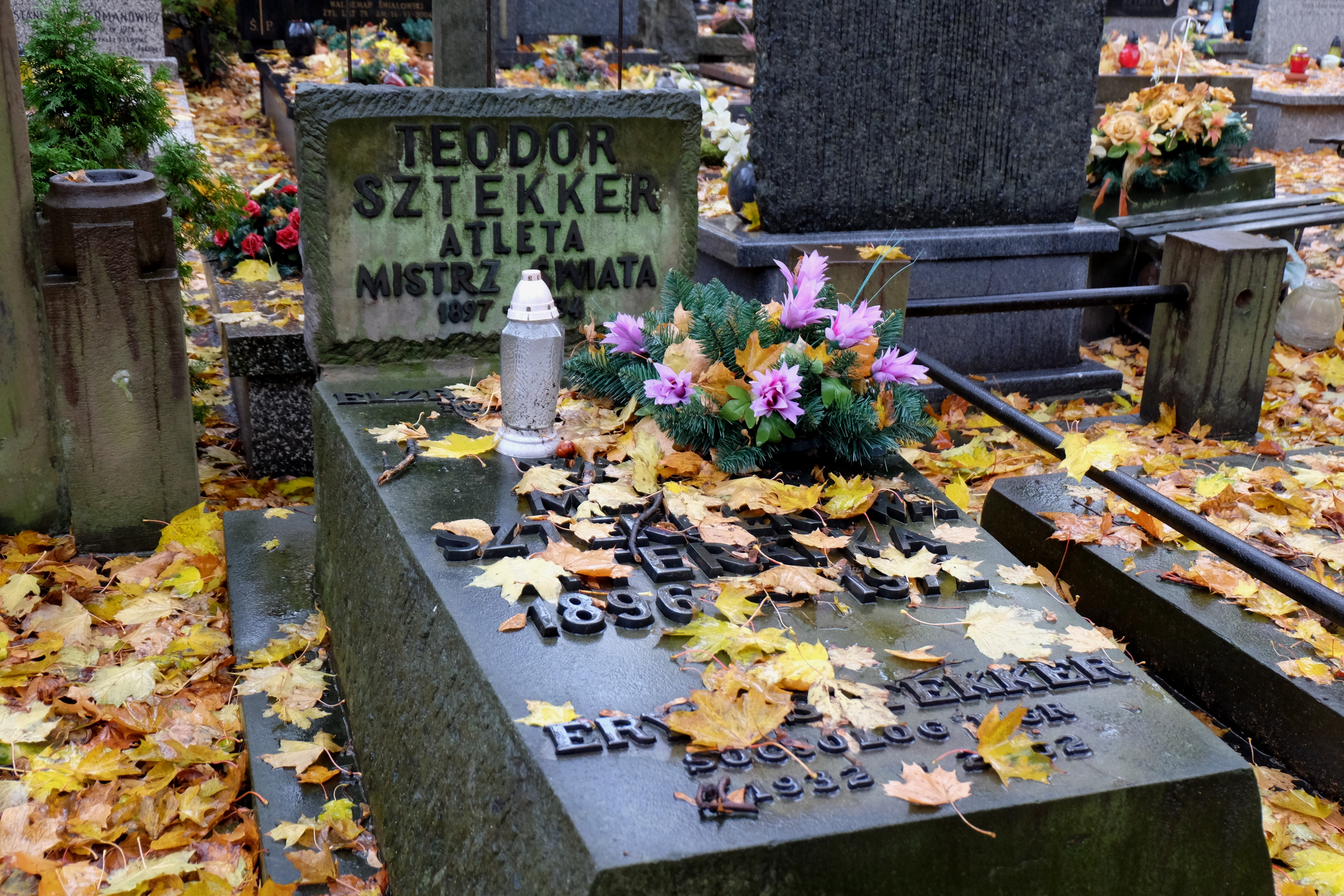
Grób Teodora Sztekkera i Wandy Melcer na cmentarzu Wojskowym na Powązkach w Warszawie

## Twórczość wybrana[8]

### Proza i poezja
- Płynące godziny (1917) [wiersze]
- Na pewno książka kobiety (1920) [wiersze]
- Józefina (1921)
- Miasto zwierząt (1924)
- Narzeczona z Angory (1928)
- Święta kucharka (1930) [jako Wanda Sztekkerowa]
- Kochanek zamordowanych dziewcząt (1934) [opow.]
- Dwie osoby (1936)
- Morele Madzi (1938)
- Wyspa szczęścia (1947)
- Statek 1092 (1952)
- Ameryka szuka piechura (1952)

### Reportaże
- Turcja dzisiejsza (1925)
- Nad srebrną rzeką (1927) [Argentyna]
- Czarny ląd – Warszawa (1936) [warszawscy Żydzi]
- Wyprawa na odzyskane ziemie (1945)
- 6 tygodni w ZSRR (1947)